# ザ・ボス
- メタルギアシリーズ > メタルギアシリーズの登場人物 > ザ・ボス

ザ・ボス（THE BOSS、1922年 - 1964年9月2日）は、コナミ（現、コナミデジタルエンタテインメント）のアクションゲーム、メタルギアシリーズに登場する架空の人物。容姿のモデルはシャーロット・ランプリング。声優は井上喜久子。海外版ではロリー・アランが演じている。

## 人物
第二次世界大戦中に組織された連合国軍の隠密特殊部隊「コブラ部隊」元隊長の女性兵士。イギリス系アメリカ人。本名は不明。
戦うことに喜びを感じており、大戦時のコードネームは無上の歓喜を表す「ザ・ジョイ（THE JOY）」。後に伝説の傭兵「ビッグ・ボス」として世界に名を轟かすネイキッド・スネーク（ジョン）の師であり、リボルバー・オセロット（アダムスカ）の母親でもある。
ヴァーチャスミッション中にスネークが何度も敵兵に見つかったり、迷彩服を着用せずタキシードなど着用したりすると「この5年の間、あなたは一体、何をしてきたの?!」などと無線で厳しく叱咤される。スネークの喫煙には快く思っておらず、喫煙を止めるようアドバイスをするが、彼女も喫煙者である。
スネークと開発したCQCも含めて非常に高い戦闘技術の持ち主で、種類を問わず相手の銃を一瞬で分解するなどの技能もあり、ヴォルギン大佐も黙らせるほど。
アダムスカ（オセロット）をノルマンディー上陸作戦の最中に処置も設備も整わない野戦病院で帝王切開での出産を余儀なくされたため、胸から腹部にかけてS字状の大きな傷痕がある。その痕は彼女が死んだ直後に一匹の蛇に姿を変え、花畑の中に消えていった。
- 夫：ザ・ソロー
  - 実子：リボルバー・オセロット

## 来歴・関わった事件

### 軍への貢献
1922年、米国賢者達の一人の娘として生まれる。
第二次世界大戦中の1942年に、連合軍内に特殊部隊「コブラ部隊」を設立し、連合軍を勝利に導いた。その功績により後に「特殊部隊の母」や「戦士（Воевода）」の異名を持つ。ヘリオポリスの侵入演習やアフリカのドイツ空軍基地夜間襲撃を考案し、SASの前身であるレイフォース、L分遣隊の基礎を築いた。SASの創立時に特別顧問として招かれ、デイビット・オウ（後のゼロ少佐）と共に第22SAS連隊の立ち上げに関わる。
1944年のノルマンディー上陸作戦中にザ・ソローとの間にアダムスカを出産するが、賢者達によって拉致される。大戦後の1947年にコブラ部隊を解散し、1951年、ネヴァダエリア7で核実験「バスター・ジャングル作戦」に参加し放射能を大量に浴びて白血病になる。この頃にジョンが弟子入りし、ともに近接格闘術「CQC」を生み出すが、1959年にジョンの前から忽然と姿を消す。米ソによる宇宙開発競争が激化する中でソ連の開発状況を調査し、妨害せよと大統領命令を受けた。CIAはボスを援助せず開発局にボスは単独潜入、工作員を潜り込ませることに成功。作戦を引き継ぎ成果を横取りしたCIAが工作員の報酬を中抜きしていたため、工作員はソ連側に寝返り、アメリカに虚偽の報告を行っていた。
1957年、高高度降下低高度開傘の研究へ貢献した事を買われ、特殊部隊訓練グループの第2大隊B中隊に教官として招かれている。
1961年、当時の宇宙線遮断技術が充分に発達しておらず、乗員の被曝は避けられなかったため、前年の失敗での責任を転嫁された彼女が「マーキュリー計画」の非公式の被験体に選ばれる。NASAで彼女の献策が承認され、オリジナル7と同格の宇宙飛行士「オリジナル・レディ」と呼ばれるようになる。マーキュリー・レッドストーン2号回収後、ソ連のように「窓」をつけた宇宙船で有人飛行するという難題を課され、ボストーク1号と同じ日に出発・マーキュリー7を差し置き米人初の有人飛行となる。大気圏突入時に窓のせいで予定軌道をずれて着水時にロケットが大破するも帰還、半年間昏睡状態に陥る。ボストーク１号の成果の方が優秀でガガーリンの体験談もありザ・ボスの存在は歴史の記録から削除された。宇宙開発同年のピッグス湾事件にて戦闘に参加し、航空支援が取り消され自らの部隊は壊滅したと語っていたが、『メタルギアソリッド ピースウォーカー』において59年の工作活動を引き継いだCIAが工作の失敗を表に出さないための欺瞞であったことが判明する。
1962年、ソ連に再び渡る。ツェリノヤルスクにおいて、かつての戦友であり、開発局の工作員を雇い二重スパイにしたザ・ソローと敵同士として再会する。ザ・ソローはザ・ボスの任務を遂行させるために自らの殺害を願い、やむを得ず彼女はザ・ソローを射殺する。

### ヴァーチャスミッション
- 『メタルギアソリッド3』（2004年発売）

1964年8月24日。ジョンと共に10年間過ごし、戦闘技術を教授した師匠として登場。ミッション時にはパーミット級原子力潜水艦内から無線にて参加しているとされたが、実際はスネークと同じくツェリノヤルスクに潜入していた。オリーブドラブの戦闘服にバンダナを着けている。
本来の任務は、GRUに属するヴォルギン大佐の持つ「賢者の遺産」を奪取しその膨大な資金の全額をアメリカ側に誘導するという算段で、CIAの指示によりソ連へ偽装亡命した。この際、亡命の手土産として小型戦術核兵器「デイビー・クロケット」を2発持ち込んでいたのだが、それが災いとなる。ヴォルギンは用済みとなった開発局「OKB-754」（通称「ソコロフ設計局」）に向けMi-24A攻撃ヘリコプターからデイビー・クロケットのうち1発を発射し、設計局及び周辺地域を破壊、放射能汚染させた。
情報操作により、このソ連国内で核兵器を使用するという凶行はザ・ボスが行ったとされた。これを受け、ソ連政府は第二戦備態勢に突入する。

### スネークイーター作戦
- 『メタルギアソリッド3』（2004年発売）

1964年8月30日。CIAは、ヴァーチャスミッションでのヴォルギンの凶行にアメリカ政府が関わっていないことをソ連側に証明すべく、ザ・ボスの抹殺を目的とした「スネークイーター作戦」を開始する。
当時のソ連製最新式であった白いスニーキングスーツを着用。携行銃としてXM16E1の銃身を短縮し、100連装のドラムマガジンを装備している、「パトリオット」を所持している。シギント曰く、この銃は「世界に二つとないオリジナル」とのこと。銃身が極度に短いため反動が尋常ではないが、彼女はこれを片手で扱う。なおこの銃は、マガジン内の給弾機構に∞の形をした部品があるため無限に連射できる。
この作戦での任務はアメリカ（スネーク）に賢者の遺産を奪取され、抹殺されることであった。ロコヴォイ・ビエレッグにあるオオアマナの花畑でスネークに敗れ、愛銃パトリオットと賢者の遺産に関するマイクロフィルムを託し、スネークによって人生の幕を閉じた。この時、スネークに語った「世界は一つになるべきだ」という意志は、ビッグ・ボスやゼロによって歪んだ形で引き継がれ、「愛国者達」を創設する行動理念となっていく。
最後の対決でスネークが仮死薬を使用しても死を偽装している事をすぐに見破って文字通り叩き起こす他に、スネークが繰り出すCQCの一瞬の隙を利用し逆にCQCで返り討ちにすることがある。

### ピースウォーカー事件
- 『メタルギアソリッド ピースウォーカー』（2010年発売）

1974年。AIによって制御される無人核搭載歩行戦車「ピースウォーカー」に搭載された2つのAIポッドのうち、核報復や各種戦略判断を担う「ママルポッド」の思考がザ・ボスを模して作られる。
ザ・ボスのマーキュリー計画参加が決定した時期に知り合ったストレンジラブ博士が彼女に心酔し、彼女の意思を再生させるためママルポッドの研究に至った。研究過程でプログラム外の思考を行うなど奇妙な現象が見られた。意図的に発信された「ソ連からの米本土核攻撃」という偽装データを受信し、ザドルノフの根回しによってキューバへ核報復を実行しようとするが、スネークによって阻まれる。
幾度となく再起動を繰り返したピースウォーカーだったが、最終的には自らの機体をニカラグア湖に沈め、機能停止を実行するという想定外の行動をとった。その際にはママルポッドから「シング」が流れ、「平和が叶わない幻想だからこそ祈り続ける」という意志をスネークらに悟らせた。
しかしこれによってスネークは彼女は戦うことを放棄し、「戦場でしか生きられない自分を捨てた」とより誤った解釈を深めてしまい、彼女の形見のバンダナをニカラグア湖に投げ捨て彼女との完全な決別を宣言。スネークという名前も捨て、これ以降自らビッグボスを名乗るようになる。
また、ピースウォーカーの撃破後にEVAからザ・ボスについての資料テープが獲得できる。

### THE PHANTOM PAIN
- 『メタルギアソリッドV ファントムペイン』（2015年発売）

1984年。ピースウォーカー事件において水没して機能を停止させたAIポッドだが、ストレンジラブによってニカラグア湖から回収されていた。完全な故障を免れていたようで、のちにダイヤモンド・ドッグズに回収される。本作でヴェノム・スネークがポッドに近寄ると「貴方じゃないわね」と話す。ヒューイやカズはこの挙動に関して「もはや壊れたただの機械だ」という旨の言葉をスネークに述べていたがこれは伏線であり、この言葉の真の意味は終盤で明らかになる。

### その後
- 『メタルギアソリッド4』（2008年発売）

2014年。「ザ・ボスの抹殺」という任務は、『メタルギアソリッド3』では偽装亡命の潔白を証明するために発案されたと説明されていたが、『メタルギアソリッド4』では「カリスマ性を危惧したCIAによって抹殺された」というさらに裏の事実もビッグ・ママの口から語られている。
遺体は埋葬されず花畑に放置されたままで、無縁墓地の彼女の墓標には名前が刻まれず「IN MEMORY OF PATRIOT（愛国者の記憶に）」と刻まれている。スネークイーター作戦の後にビッグ・ボスが供えたオオアマナは、半世紀後の2014年には墓地全体に広がっていた。

## 備考
- ザ・ボスがジョンを弟子として引き取ったのは、1964年から逆算すると1949年になる[12]が、この時点では彼女もジョンも被曝していないという矛盾が生じている。
- SASを創設したのはイギリス陸軍少佐のデビッド・スターリング。彼女はSASの創設に関わってはいるが、ゼロと創設したのはその中の部隊の1つである。
- 「愛国者達」が誕生するまで、ソ連では「亡命しておきながらツェリノヤルスクに核を撃ち込んだ凶人」、アメリカでは「国を裏切った売国奴」と記録されていた。かつては特殊部隊の母とまで言われたが、後世では一部の人間が知るに留まっている。ソリッド・スネークはビッグ・ママから彼女の事を知るまでその存在を知らなかった。
- 他のコブラ部隊の隊員が自らの最期を自爆で迎えたのと異なり、ザ・ソローと同じく自爆による隠滅を行っていない。本編との関係が無いシークレットシアターではオチとして爆発する描写が存在する。爆発時の断末魔は「ザ・ジョイ」である。